# 史氏短吻魚
史氏短吻鱼（学名：Sikukia stejnegeri）为輻鰭魚綱鯉形目鲤科的其中一種，分布于亞洲湄公河流域及馬來半島，本魚在前面背鰭鰭條的基底有黑色的斑點；深綠色的背面，體為銀色，背鰭軟條8枚；臀鰭軟條9枚，體長可達12公分，棲息在低地河流，屬草食性，可做為食用魚。